# Džu De
Džu De (/ˈdʒuː ˈdeɪ/; kitajsko: 朱德, pinjin: Zhū Dé, Wade-Giles: Chu Te, tudi Ču Teh), vodja kitajske komunistične vojske in kitajski državnik, * 1. december 1886, Jilong, Sečuan, † 6. julij 1976, Peking, Ljudska republika Kitajska. 
Smatrajo ga za ustanovitelja kitajske Rdeče armade (predhodnika Ljudske osvobodilne vojske) in taktika, ki je zasnoval revolucijo iz katere je zrastla Ljudska republika Kitajska.

## Življenjepis
Džu De je bil med 1946 in 1954 vrhovni poveljnik kitajskih oboroženih sil, med 1954 - 1959 podpredsednik LR Kitajske in od 1956 podpredsednik CK KP Kitajske.